# Saint-Appolinard (Loire)
Saint-Appolinard település Franciaországban, Loire megyében. Lakosainak száma 705 fő (2022. január 1.). Saint-Appolinard Saint-Jacques-d’Atticieux, Véranne, Colombier, Maclas és Saint-Julien-Molin-Molette községekkel határos.

## Népesség
A település népessége az elmúlt években az alábbi módon változott:
| Lakosok száma | 352  | 370  | 427  | 590  | 634  | 668  | 678  | 689  | 694  | 705  |
|               | 1968 | 1982 | 1990 | 2006 | 2013 | 2015 | 2017 | 2019 | 2020 | 2022 |